# Armbrust
Armbrust — безшумний одноразовий ручний протитанковий гранатомет, створений німецьким консорціумом Messerschmitt-Bölkow-Blohm (MBB) в 1970-і роки в ініціативному порядку. Реалізацією гранатомета на міжнародному ринку озброєння займалася бельгійська фірма European Defence Products S.A. (EDP) S.A. — Спільне підприємство MBB і PRB.

## Історія

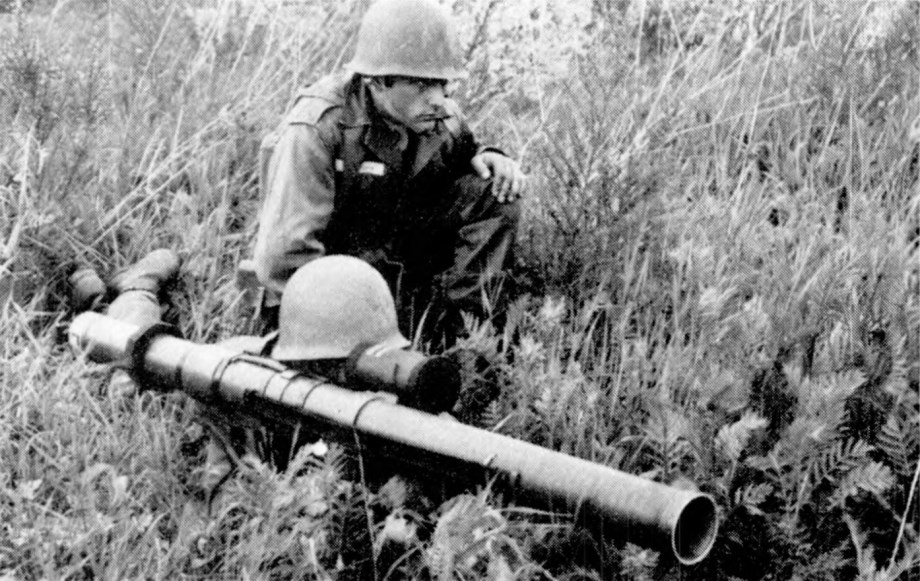
Гранатометник цілиться з Armbrust в положенні лежачи

Гранатомет створювався на експорт у розрахунку на іноземного замовника, насамперед США, оскільки ЗС ФРН прийняли на озброєння Panzerfaust 3 і не потребували нових протитанкових засобів, а потреби Збройних сил США в ПТС перевищували потреби всіх армій блоку НАТО разом узятих, відповідно. замовлення зі США були для MBB значно пріоритетнішими з погляду їхньої прибутковості, національне замовлення для Бундесверу. У 1970-х рр. в США була ініційована програма заміни M72 LAW новими ефективнішими протитанковими засобами (ILAW), на оголошений конкурс подали свої заявки американські та закордонні виробники протитанкового озброєння. Серед них був і MBB з Armbrust, який звернувся в ініціативному порядку, випробування якого проводилися Армією і КМП США. Перша демонстрація бойових можливостей гранатомета (зі спеціально модифікованою виробником кумулятивною бойовою частиною) для армійських чинів проводилася на військових базах «Форт-Льюїс» (21 вересня 1979) та «Форт-Брег» (25 вересня 1979). Армія США розглядала запропонований гранатомет як ПТС, а і як засіб для вуличного бою. Питання постановки Armbrust на озброєння в США «продавлювалося» зацікавленими особами військово-промислового лобі з Комітету збройних сил Конгресу США, які наказували армії в директивному порядку щороку проводити випробування та підштовхуючи до складання позитивних відгуків за підсумками випробувань, тоді як армійське командування чиновники з Пентагону всіляко цьому чинили опір. У формальних звітах, які надсилали у відповідь на постійні запити конгресменів, американський генералітет вважав Armbrust незадовільним вимогам тактико-технічного завдання з огляду на нього щодо великої ваги і посередньої пробиваючої здатності, що не перевищує можливості вже наявної на озброєнні LAW. У результаті пересилила позиція національно-орієнтованої частини ВПК США і рішення було прийнято на користь американського виробника — корпорації General Dynamics із РПГ Viper (який, своєю чергою, був заблокований Конгресом і в результаті не дійшов до запуску до серії). Свідчачи перед Комітетом з бюджетних асигнувань палати представників Конгресу США з питання ходу робіт за програмою ILAW 18 березня 1981 р., Начальник штабу армії США генерал Едвард Мейєр дав зрозуміти, що відмова армії від закупівель німецького гранатомета де-факто була пов'язана з міркуванням, установками на підтримку національного виробника («Купляй американське!»), і не мав під собою технічних підстав.

## Оператори

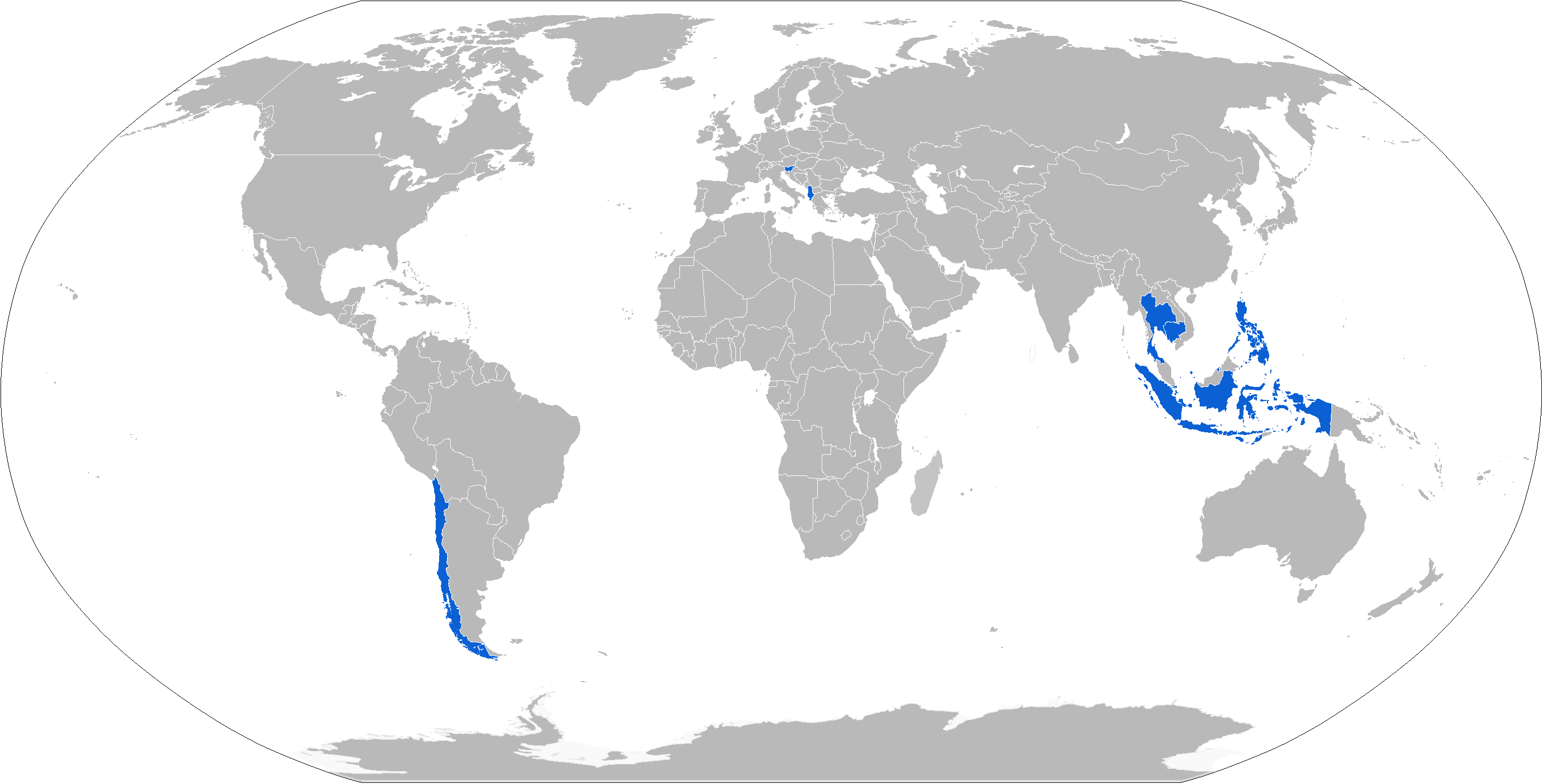
Мапа операторів Armbrust

- Бруней[2]
- Камбоджа[2]
- Чилі[2]
- Філіппіни
- Сінгапур[2]
- Таїланд
- Словенія[2]
- Індонезія